# Talbrücke Wallersbach
Die Talbrücke Wallersbach ist eine 555 m lange Brücke der Autobahn A73 bei Kilometer 8,0. 
Das Bauwerk liegt zwischen den Autobahnanschlussstellen Suhl-Friedberg und Schleusingen bei Suhl in Südthüringen. Es überspannt in einer Höhe von maximal 60 m mit elf Feldern den Wallersbach und mehrere Forstwege. Die Trasse der Autobahn weist im Bereich der Brücke im Grundriss einen Radius von 800 m sowie eine Querneigung von 4,5 % auf und hat im Aufriss eine Kuppenausbildung mit einer veränderlichen Längsneigung von 1,7 % bis 3,7 %. Gebaut wurde die Überführung mit zwei getrennten Überbauten zwischen den Jahren 2003 und 2006.

## Gründung und Unterbauten
Die bis zu 55 m hohen Pfeiler haben eine Flachgründung. Der Vollquerschnitt der hohen Pfeiler ist V-förmig ausgebildet. Zur Aufnahme der Lager weitet sich der achteckige Querschnitt am Pfeilerkopf 7,8 m unterhalb vom Überbau in zwei Rechteckquerschnitte auf. Die höchste Stütze hat unten die Außenabmessungen von 7,0 m × 3,6 m. 

## Überbauten
Die beiden nebeneinanderliegenden Überbauten der Spannbetonbrücke weisen in Längsrichtung den Durchlaufträger als Bauwerkssystem auf. In Querrichtung ist jeweils ein Hohlkastenquerschnitt mit konstanter Konstruktionshöhe von 3,9 m vorhanden. Die Fahrbahnplatte ist zwischen 22 cm und 55 cm dick, die Bodenplatte zwischen 20 cm und 55 cm. Die geneigten Stege haben eine konstante Stärke von 40 cm. Die Vorspannung besteht aus einer Mischbauweise mit internen und externen Spanngliedern.
Die Gesamtstützweite beträgt in der Autobahnachse für die elffeldrige im Grundriss gekrümmte Brücke 555,05 m. Die beiden Endfelder spannen 40,15 m weit, die neun Innenfelder weisen eine Stützweite 52,75 m auf.

## Ausführung
Der Brückenüberbau wurde im Taktschiebeverfahren mit ungefähr halber Feldlänge als Taktlänge hergestellt. 